# Lijst van voetbalinterlands Andorra - Saint Kitts en Nevis
Deze lijst van voetbalinterlands is een overzicht van alle officiële voetbalwedstrijden tussen de nationale teams van Andorra en Saint Kitts en Nevis. De landen hebben tot op heden twee keer tegen elkaar gespeeld. De eerste ontmoeting, een vriendschappelijke wedstrijd, werd gespeeld in Andorra la Vella op 12 november 2015. Het laatste duel, eveneens een vriendschappelijke wedstrijd, vond plaats op 25 maart 2022 in de Andorrese hoofdstad.

## Wedstrijden
| № | Plaats           | Datum            | Competitie        | Wedstrijd                | Uitslag |
| - | ---------------- | ---------------- | ----------------- | ------------------------ | ------- |
| 1 | Andorra la Vella | 12 november 2015 | Vriendschappelijk | Andorra − St. Kitts-Nev. | 0 − 1   |
| 2 | Andorra la Vella | 25 maart 2022    | Vriendschappelijk | Andorra − St. Kitts-Nev. | 1 − 0   |

## Samenvatting
| Competitie        | Totaal gespeeld | Winst Andorra | Gelijk | Winst St. Kitts-Nev. | Doelsaldo Andorra – St. Kitts-Nev. |
| ----------------- | --------------- | ------------- | ------ | -------------------- | ---------------------------------- |
| Vriendschappelijk | 2               | 1             | 0      | 1                    | 1 − 1                              |
| Totaal            | 2               | 1             | 0      | 1                    | 1 − 1                              |

Wedstrijden bepaald door strafschoppen worden, in lijn met de FIFA, als een gelijkspel gerekend.
FAF · A-internationals · Statistieken · Bondscoaches · Andorrees vrouwenelftal · Andorra U21 · Andorra U20 · Andorra U19 · Andorra U18 · Andorra U17 · Andorra U16
1990 – 1999 · 2000 – 2009 · 2010 – 2019 · 2020 − 2029
1996 · 1997 · 1998 · 1999 · 2000 · 2001 · 2002 · 2003 · 2004 · 2005 · 2006 · 2007 · 2008 · 2009 · 2010 · 2011 · 2012 · 2013 · 2014 · 2015 · 2016 · 2017 · 2018 · 2019 · 2020 · 2021 · 2022 · 2023 · 2024
Albanië ·
Armenië ·
Azerbeidzjan ·
België ·
Bolivia ·
Bosnië en Herzegovina ·
Brazilië ·
Bulgarije ·
China ·
Cyprus ·
Engeland ·
Equatoriaal-Guinea ·
Estland ·
Faeröer ·
Finland ·
Frankrijk ·
Gabon ·
Georgië ·
Gibraltar ·
Grenada ·
Hongarije ·
Ierland ·
IJsland ·
Indonesië ·
Israël ·
Kaapverdië ·
Kazachstan ·
Kosovo ·
Kroatië ·
Letland ·
Liechtenstein ·
Litouwen ·
Malta ·
Moldavië ·
Nederland ·
Noord-Ierland ·
Noord-Macedonië ·
Oekraïne ·
Oostenrijk ·
Polen ·
Portugal ·
Qatar ·
Roemenië ·
Rusland ·
Saint Kitts en Nevis ·
San Marino ·
Slowakije ·
Spanje ·
Tsjechië ·
Turkije ·
Verenigde Arabische Emiraten ·
Wales ·
Wit-Rusland ·
Zuid-Afrika ·
Zwitserland
SKNFA · A-internationals · Vrouwenelftal van Saint Kitts en Nevis
1979 – 1989 · 
1990 – 1999 · 
2000 – 2009 · 
2010 – 2019 ·
2020 − 2029
Amerikaanse Maagdeneilanden ·
Andorra ·
Anguilla ·
Antigua en Barbuda ·
Armenië ·
Aruba ·
Bahama's ·
Barbados ·
Belize ·
Bermuda ·
Britse Maagdeneilanden ·
Canada ·
Costa Rica ·
Cuba ·
Curaçao ·
Dominica ·
Dominicaanse Republiek ·
El Salvador ·
Estland ·
Georgië ·
Grenada ·
Guyana ·
Haïti ·
India ·
Jamaica ·
Kaaimaneilanden ·
Mauritius ·
Mexico ·
Montserrat ·
Nicaragua ·
Noord-Ierland ·
Puerto Rico ·
Saint Lucia ·
Saint Vincent en de Grenadines ·
San Marino ·
Suriname ·
Taiwan ·
Trinidad en Tobago ·
Turks- en Caicoseilanden ·
Verenigde Staten